# Judit Simics
Judit Simics,  senare Zsembery, född den 28 september 1967 i Mohács, Ungern, är en tidigare ungersk handbollsspelare, sedan 2023 är hon handbollstränare.

## Spelarkarriär
Judit Simics började spela handboll vid tolv års ålder. Med Vasas SC vann hon senare det ungerska ligamästerskapet. Hon spelade för klubben 1992 till 1996 då hon flyttade till klubben Dunaferr SE, där hon var med i det ungerska mästarlaget 1998, 1999 och 2001. Hon var med i laget som vann EHF-cupen 1998 och EHF Champions League 1999. Hon avslutade sin handbollskarriär 2001.
Bland hennes meriter med landslaget finns ett EM-brons i samband med Europamästerskapet i handboll för damer 1998. Hon vann två år senare OS-silver i damernas turnering i samband med de olympiska handbollstävlingarna 2000 i Sydney. Och samma år blev hon europamästare då Ungern vann Europamästerskapet i handboll för damer 2000 som spelades i Rumänien. Hon spelade från 1990 till 2001 82 landskamper med 63 gjorda mål. Mellan 1992 och 1998 spelade hon inte i landslaget.

## Tränarkarriär
2006 arbetade Judit Simics som teknisk chef för Vasas SC. Från 2007 var hon idrottslärare vid Hajós Alfréd Primary School i Gödöllő och ungdomstränare vid Phoenix ISE. Från 2013 var hon ledare för Ferencváros (FTC:s) flickungdomslag fram till maj 2022 då hon avslutade detta uppdrag. Efter framgångar med två ungdomsmästerskap för FTC fick hon lämna klubben efter kritik från huvudtränare Gábor Elek.  Från januari 2023 tog hon över ledningen för klubben Érd i ungerska ligan efter att Roland Horváth avgick från positionen.

## Privatliv
1986 tog Judit Simics examen från Vitéz Mihály gymnasium i Csokona. År 1991 examinerades Simics från College of Physical Education med en examen i fysisk träning (idrottslärare). 1994 gifte hon sig med handbollsmålvakten Tamás Zsembery. 1994 föddes hennes första barn och 2003 föddes hennes andra barn.

## Meriter i klubblag
- Ungerska mästerskapet: 4 : 1993, 1998, 1999, 2001
- Ungerska cupen: 3 : 1998, 1999, 2000
- EHF Champions League:  1999
- Tvåa i EHF Champions League:  1993
- EHF-cupen:  1998
- Europeiska supercupen:  1999